# Малый Красный Яр
Малый Красный Яр — село в Алексеевском районе Татарстана. Входит в состав Степношенталинского сельского поселения.

## География
Находится в западной части Татарстана на расстоянии приблизительно 9 км по прямой на юго-восток от районного центра Алексеевское у речки Шентала.

## История
Основано в XVIII веке.

## Население
Постоянных жителей было: в 1782 — 35 душ мужского пола, в 1859 — 465, в 1897 — 611, в 1908 — 653, в 1920 — 683, в 1926 — 644, в 1938 — 415, в 1949 — 247, в 1958 — 246, в 1970 — 235, в 1979 — 197, в 1989 — 173, в 2002 — 267 (русские 74 %), 210 — в 2010.